# The 77 Bank
The 77 Bank, Ltd. (株式会社七十七銀行, Kabushiki-gaisha Shichijūshichi Ginkō) (TYO: 8341) é um banco regional japonês sediado em Sendai, na província de Miyagi. Como instituição financeira designada do município, da cidade e de muitas outras cidades do município, ela realiza tarefas como manter depósitos para dinheiro público e administrar pagamentos. É também o maior banco regional da região de Tōhoku.

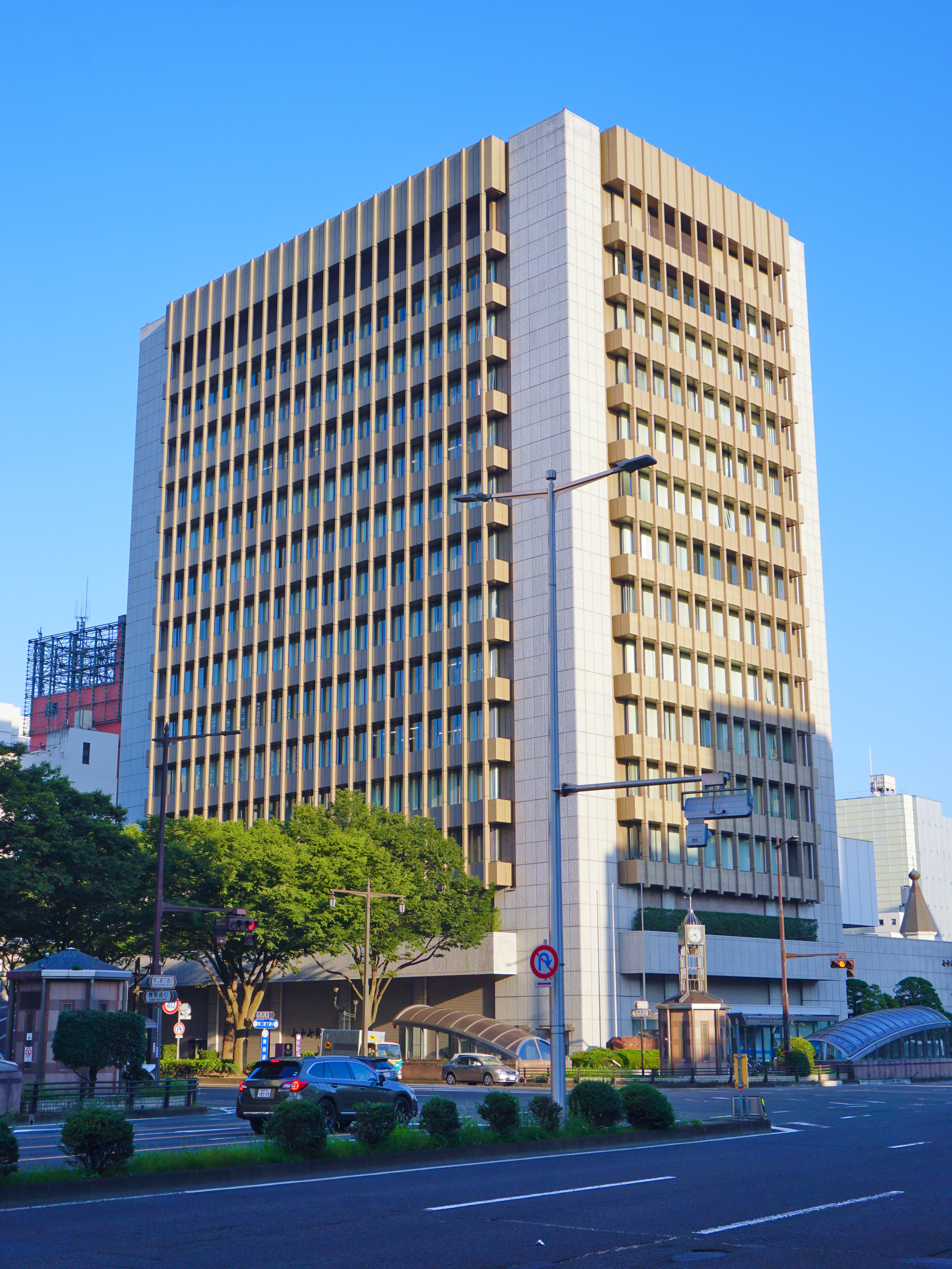
O edifício do 77 Bank, Sendai, Japão

O 77 Bank é único entre outros bancos da região de Tōhoku em agências operacionais em Nagoya e Osaka. Também administra um escritório de representação em Xangai. Após críticas ao atraso no estabelecimento de uma rede cooperativa de caixas eletrônicos, o banco está programado para entrar em acordo com outros dois operadores de lojas de conveniência dentro da prefeitura em março de 2006.

## Perfil
Em 31 de março de 2014:
Ativos: Aproximadamente 8.234 trilhões de ienes
Funcionários: 2.734
Ramos: 141
Presidente: Hiroshi Kamata (Presidente), 
Teruhiko Ujiie (Presidente)
Membro: Associação de Bancos Regionais do Japão

## História
O 77 Bank tem suas origens em uma lei de 1872 que permite o estabelecimento de bancos no Japão. Tendo recebido a aprovação do Ministério das Finanças em fevereiro de 1872, o 77º Banco Nacional foi criado em setembro na prefeitura de Miyagi, uma área com serviços bancários muito limitados na época. O famoso industrial da época e presidente do Primeiro Banco Nacional, Shibusawa Eiichi, interessou-se pelo desenvolvimento da região de Tohoku; ele apoiou o incipiente banco por meio de consultoria, provisão de parte de seus próprios fundos e fornecimento de pessoal do The First National Bank quando o 77th National Bank foi fundado.
O 77º National Bank mudou seu nome para The 77 Bank, Ltd. em 1932, quando se fundiu com o Tohoku Jitsugyo Bank e o Gojo Bank.
Embora o 77 Bank tenha fechado escritórios de representação e filiais em Londres e Nova York após o colapso da bolha econômica na década de 1990, ele abriu um escritório de representação em Xangai em julho de 2005.

## Presidentes sucessivos
- Em 1932 (fundação)

| Geração | Nome completo      | Período                           | Observações                                              |
| ------- | ------------------ | --------------------------------- | -------------------------------------------------------- |
| 1       | Izawahirazaemon    | Janeiro de 1932- junho de 1934    |                                                          |
| 2       | Junnosuke Ohba     | Julho de 1934- setembro de 1938   |                                                          |
| 3       | Ujiie Kiyoshikichi | Setembro de 1938- maio de 1941    |                                                          |
| 4       | Junichi Kashiwagi  | Maio de 1941- junho de 1948       | Ex-Gerente do Departamento de Inspeção do Banco do Japão |
| 5       | Ujiie Kiyoshikichi | Junho de 1948- dezembro de 1956   | Re-assume o cargo                                        |
| 6       | Heikatsu Izawa     | Dezembro de 1956- janeiro de 1970 |                                                          |
| 7       | Junichi Ujiie      | 1970 de janeiro- abril de 1982    |                                                          |
| 8       | Yuji Matsuo        | Abril de 1982- abril de 1987      |                                                          |
| 9       | Tomoyoshi Sato     | Abril de 1987- junho de 1991      |                                                          |
| 10      | Akira Muramatsu    | Junho de 1991- junho de 1996      |                                                          |
| 11      | Yasuyuki Katsumata | Junho de 1996- junho de 2001      |                                                          |
| 12      | Nakamori Marumori  | Junho de 2001- junho de 2005      |                                                          |
| 13      | Hiroshi Kamada     | Junho de 2005- junho de 2010      |                                                          |
| 14      | Teruhiko Ujiie     | Junho de 2010- Junho de 2018      |                                                          |
| 15      | Hidefumi Kobayashi | Junho de 2018- presente           |                                                          |

## Sobre a situação de dano no sismo de Tohoku no Oceano Pacífico
O sismo de Tohoku que ocorreu em 11 de março de 2011 causou enormes danos. Cerca de 13 dos 15 funcionários da filial de Onagawa foram varridos pelo tsunami, resultando em uma catástrofe de morte ou desaparecimento.